# John Gordon, 1. Baronet (of Park)
Sir John Gordon, 1. Baronet (* vor 1641; † Februar 1713) war ein schottisch-britischer Adliger.
Er entstammte einer Nebenlinie des Clan Gordon und war der älteste Sohn des Sir John Gordon, 2. Laird von Park in Banffshire, aus dessen erster Ehe mit Helen Sibbald, Tochter des Sir James Sibbald, 1. Baronet.
Er und sein Vater hatten sich offenbar während des Bürgerkrieges gegen die Monarchie gestellt, jedenfalls zahlte er 1662 im Rahmen des Act of Indemnity and Oblivion ein Bußgeld in Höhe von 1200 £, sein Vater 3000 £, um eine Amnestie für seine Fehltaten während dieser Zeit zu erhalten.
Um 1672 erbte er die Ländereien seines Vaters als 3. Laird von Park. 1685 beerbte er auch einen kinderlosen entfernten Verwandten als 10. Laird von Cairnbarrow in Banffshire. Am 21. August 1686 wurde ihm in der Baronetage of Nova Scotia der erbliche Adelstitel eines Baronet, of Park in the County of Banff, verliehen, mit dem besonderen Zusatz, dass der Titel in Ermangelung direkter agnatischer Nachkommen an jedweden männlichen Erben (remainder to heirs male whatsoever) vererbbar sei.
Er war in erster Ehe mit einer Dame aus der Familie Graham, Enkelin des Laird von Claverhouse, in zweiter Ehe mit Jean Forbes, Tochter des Walter Forbes, Laird von Tolquhoun, und in dritter Ehe mit Katherine Ogilvie, Tochter des Laird von Kempcairn, bei Keith, verheiratet. Nachdem seine ersten drei Gattinnen verstorben waren, ohne männliche Nachkommen zu hinterlassen, heiratete er am 3. März 1686 in vierter Ehe Lady Helen Ogilvy, Tochter des James Ogilvy, 2. Earl of Airlie. Mit ihr hatte er einen Sohn, James Gordon († 1727), der ihn bei seinem Tod im Februar 1713 als 2. Baronet beerbte, sowie eine Tochter, Jean Gordon († 1782), die James Grant († 1768), 7. Laird von Rothiemurchus in Inverness-shire, heiratete.